# Iossif Florianovitch Geilman
Vous pouvez aider à l'améliorer ou bien discuter des problèmes sur sa page de discussion.
- Il ne cite pas suffisamment ses sources. Vous pouvez indiquer les passages à sourcer avec {{référence nécessaire}} ou {{Référence souhaitée}}, et inclure les références utiles en les liant aux notes de bas de page. (Marqué depuis octobre 2022)
- Son texte doit être wikifié : il ne correspond pas à la mise en forme Wikipédia (style, typographie, liens internes, liens entre les wikis, etc.). (Marqué depuis octobre 2022)
- Il est orphelin : moins de trois articles lui sont liés. Aidez à ajouter des liens en plaçant le code [[Iossif Florianovitch Geilman]] dans les articles relatifs au sujet. (Marqué depuis octobre 2022)

- Archive Wikiwix
- Bing
- Cairn
- DuckDuckGo
- E. Universalis
- Gallica
- Google
- G. Books
- G. News
- G. Scholar
- Persée
- Qwant
- (zh) Baidu
- (ru) Yandex
- (wd) trouver des œuvres sur Wikidata

Iossif Florianovitch Geilman (en russe : Иосиф Флорианович Гейльман), né le 3 mars 1923 à Pétrograd et mort le 13 juin 2010 à Saint-Pétersbourg, est un expert international soviétique puis russe de la langue des signes. Iosif Geilman est également interprète en langue des signes et l'auteur de plusieurs publications utilisées jusqu’à ce jour.
Au cours de sa brillante carrière, il fut le fondateur et le premier directeur du premier centre éducatif panrusse pour les sourds, le « Centre de Réhabilitation de Leningrad », qui dispensait un enseignement supérieur ou commercial à des malentendants de toute l'URSS. Iosif Geilman fut l’un des principaux experts du comité chargé de développer une langue des signes internationale.

## Enfance et jeunesse
Iossif Geilman est né au sein d’une famille russo-germanique de confession juive peu après  la Révolution russe, le 3 mars 1923. Ses ancêtres ont émigré en Russie depuis l'Allemagne et l'un d'eux était chef des pompiers à Saint-Pétersbourg. Les parents de Iossif, Florian et Elizaveta Geilman, étaient sourds, mais ils maîtrisaient la langue parlée ainsi que la langue des signes. Le père d'Iossif, Florian, était diplômé de l’Académie d'art et d'industrie Stieglitz, puis il a travaillé comme ingénieur à l'usine d’Elektrosila. Elizaveta fut diplômée de l’Institut Smolny des Nobles Jeunes Demoiselles et a ensuite travaillé au studio d’édition photographique de Karl Bulla. Elle a également été actrice au studio de théâtre pour les sourds jusqu’à ce que le studio soit démantelé en 1937 et que son directeur soit arrêté pour raisons politiques. Iossif avait également un frère aîné, Oleg, qui a déménagé dans la ville de Guelendjik après son mariage, et a servi comme officier pendant la Seconde Guerre mondiale. Le mode de vie de la famille de  Iossif a inspiré son parcours professionnel. Sa famille organisait des rassemblements pour la communauté sourde de Saint-Pétersbourg et le jeune Iossif traduisait des émissions de radio pour les invités. À l'âge de 15 ans, Iossif rejoint la Société Panrusse des Sourds en tant qu'interprète en langue des signes, devenant ainsi le plus jeune interprète de ce type à Leningrad. Deux ans plus tard, il s'inscrit comme étudiant en histoire à l'Université d'État de Léningrad.

## Années de guerre
En juin 1941, juste avant le déclenchement de l'invasion allemande, Pavel Saveliev, le premier président de la Société Panrusse des Sourds, demanda à Iossif de servir de guide et d'interprète pour un groupe de 300 enfants sourds qui embarquaient pour une excursion en bateau sur la Volga de Moscou à Astrakhan. Cependant, l'offensive allemande a bouleversé le quotidien des Soviétiques et le groupe qu'Iossif devrait accompagner s'est retrouvé bloqué à Iaroslavl. Ainsi, de 1941 à 1943, le jeune homme a pour responsabilité de s'occuper de ces enfants sourds. En 1944, Iossif revint à Leningrad lorsqu'elle fut de nouveau accessible, pour découvrir que ses parents n'avaient pas survécu au terrible siège de la ville. En mémoire de ses parents, Iossif commença à travailler comme interprète en langue des signes pour la Société Panrusse des Sourds. C'est également au cours de ces années que Iossif retrouva Marina, une amie d’enfance. La famille de Marina lui offrit l'hospitalité quand il n'avait nulle part où aller, et les deux se sont rapidement mariés.

## Parcours professionnel
Iossif a perçu la nécessité de perfectionner la langue des signes russe, que la communauté russe des sourds trouvait insuffisamment expressive.
À l'initiative d'Iossif, une école spécialisée (la no 92) d'enseignement secondaire avec des systèmes d'enseignement sur place et à distance a été ouverte dans les années 1950 pour les jeunes travailleurs et travailleuses de Leningrad ayant une déficience auditive. Le rôle de directrice a été assumé par Marina Anokhina. Dès lors, Iossif a poursuivi d'intenses recherches sur les particularités de la langue des signes russe. Il a communiqué ses découvertes dans ses publications scientifiques, dont son manuel de 1956 intitulé Signalisation et Alphabet Dactylologique : Exercices et Textes Pratiques, l'Alphabet Dactylologique et les Signes pour les Sourds en 1957 et un dictionnaire en quatre volumes dans les années 1970 intitulé Méthodes Uniques de Communication des Sourds.
L'enseignement joua un rôle majeur dans la carrière de Iosif. Il est l'auteur d'un manuel intitulé Formation des Interprètes : Plan d’Étude et Programmes de Cours, pour lequel le public cible était en fait des étudiants apprenant la langue des signes à partir de zéro. Quelque 200 interprètes novices ont été formés grâce aux cours de Iossif Geilman entre 1961 et 1968, facilités par les branches locales de la Société Panrusse pour les Sourds.
Les recherches de M. Geilman trouvèrent un écho hors des frontières soviétiques. Même pendant les années du rideau de fer, il acquit une réputation de premier plan dans la communauté internationale de la langue des signes et il a même participé à de nombreux congrès et symposiums à l'étranger, tant dans le bloc de l'Est qu'à l'Ouest, dans des pays comme l'Italie et les États-Unis – ce qui témoigne de la reconnaissance accordée par les cercles professionnels, car la plupart des citoyens soviétiques n'étaient pas autorisés à visiter l'Occident.
Iossif fut le vice-président de la Fédération mondiale des sourds (FMS) et faisait partie du comité d'experts développant une langue des signes internationale, qui est maintenant plus communément connue sous le nom d'ISL. En outre, M. Geilman fut membre du comité de la FMS qui œuvra pour la réinsertion sociale des sourds pendant de nombreuses années.
Il était ami avec William Castle de l'Institut Technique National pour les Sourds, au sein de l’Institut de Technologie de Rochester aux États-Unis, et qui fut la première école technique pour les sourds au monde. Les deux hommes se sont rencontrés à nouveau plus tard lorsque Iossif a pris sa retraite et a émigré aux États-Unis.
Un tournant dans la vie d'Iossif Geilman a été l'ouverture de l'école technique ASD LRC (Société Panrusse des Sourds – Centre de Réadaptation de Leningrad), un établissement d'enseignement unique pour l'URSS dans son concept. Le centre est devenu un espace éducatif unique en son genre, où de jeunes hommes et femmes talentueux sont venus étudier de toute l'URSS. La mission principale du Centre était de mettre les malentendants et les personnes ayant une difficulté linguistique à niveau en termes d'alphabétisation et de compétences pour leur permettre de se débrouiller seules dans leur vie sociale et professionnelle. Le centre a ainsi dispensé des formations de qualité à de nombreux élèves devenus illustrateurs, comptables, organisateurs d'événements culturels et éducatifs, interprètes en langue des signes, spécialistes de l'équipement radio-électronique, relieurs, dactylographes, imprimeurs, etc. L'école polytechnique du Centre de Réadaptation de Leningrad était située au 20 Berezovaïa Alleïa dans la ville de Pavlovsk, une banlieue de Leningrad. Le Centre a été financé par la Société Panrusse des Sourds. Iossif Geilman devint directeur du centre et est resté à ce poste pendant vingt ans jusqu'à sa retraite. Sous sa direction, le Centre grandit et développa, se diversifiant dans de nouveaux domaines, tels que les activités culturelles et éducatives, l'éducation physique et la thérapie physique. Y fut aussi créé un département d'interprétation en langue des signes. Lidia Sinitsina, directrice d'un centre régional de réadaptation, a dit ceci à propos de la contribution de M. Geilman :
« Iossif Florianovitch a créé ce centre et l'a laissé aux générations à venir. Il revenait chaque jour vers le centre, toujours entouré des jeunes générations. »
Parmi les autres réalisations sociales de Iossif, on compte son plaidoyer — qui fut entendu — pour que toutes les émissions sur la chaîne d'information centrale de Russie soient accompagnées d'une traduction en langue des signes et que les conducteurs sourds soient autorisés à passer le permis de conduire.

## Famille et vie privée
Iossif épousa Marina Geilman en 1945 et leur mariage a duré jusqu'à la mort de Marina en 2003.
En 1991, Iossif Geilman a émigré aux États-Unis. Il a ensuite vécu entre les deux pays et est décédé en Russie.
Iossif eut deux enfants : son fils Cyril est également devenu spécialiste de la langue des signes et directeur d'un centre culturel pour sourds en Russie, tandis que sa fille Natasha s'est spécialisée en anglais, a obtenu un doctorat et est devenue linguiste, traductrice, interprète et éditrice. Natasha travailla dans la recherche sur la parole et la phonétique, puis a dirigé une société de traduction aux États-Unis.
Expert en langue des signes internationale, Iossif pouvait communiquer couramment avec les malentendants de divers pays.
C'était avant tout un homme d'honneur et d'intégrité. L’un de ses anciens élèves rapporte que durant l'ère  soviétique, un étudiant de l'école technique aurait dû être pénalisé pour avoir peint un nu, ce qui était jugé inopportun dans un pays communiste. Alors que le comité des membres[Quoi ?] du Parti communiste[Lequel ?] avait voté l'exclusion du jeune homme, la réponse courageuse de Iossif fut : « Mon étudiant reste. S'il part, je pars. », et le jeune artiste put rester.
Iossif avait coutume de dire : « Dès que les gens commenceront à mieux se comprendre, la vie sera beaucoup plus agréable et saine... ».

## Postérité

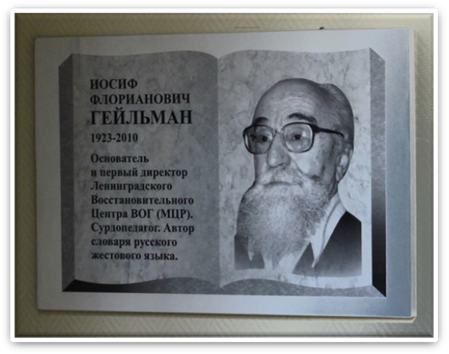
Plaque commémorative dédiée à Iossif Florianovitch Geilman le 6 avril 2017 au Centre Régional des Malentendants (anciennement, le Centre de Réadaptation de Leningrad).

Iossif Florianovitch Geilman est décédé en juin 2010. Il est enterré au cimetière Serafimovski à Saint-Pétersbourg. Le 6 avril 2017, une plaque commémorative a été dédiée à Iossif Geilman au Centre Régional des Malentendants (anciennement le Centre de Réadaptation de Leningrad).

## Ouvrages
- Geilman I. F. Moyens spécifiques de communication des sourds : dactylologie et mimique : manuel : [en 5 parties] / I. F. Geilman // Polytechnicum Leningr. centre de restauration du VOG. - L. : LVTS VOG, 1975. - 166 p.
- Geilman I. F. Recueil d'exercices et de textes pour la traduction par dactylologie et mimétisme : manuel [2e éd. révisée et complétée] / I. F. Geilman // Polytechnicum Leningr. centre de restauration du VOG. - L. : LVTS VOG, 1975. - 114 p.
- Geilman I. F. Alphabet manuel et gestes vocaux des sourds-muets / I. F. Geilman. - M. : KOIZ, 1957. - 596 p.
- Geilman I. F. L'étude des gestes : un manuel / I. F. Geilman // Polytechnicum Leningr. centre de restauration du VOG. - L. : LVTS VOG, 1982. - 93 p.
- Travail pédagogique avec des étudiants malentendants dans le processus de formation professionnelle. Collection d'articles. / [sous la direction de I. F. Geilman, L. G. Sinitsina]. - Л., 1974. - 65 p.
- Geilman I. F. Ton ami est un geste : dictionnaire, exercices, recueil de phrases / I. F. Geilman. - SPb. : LIO « Editor », 2002. - 176 p.
- Geilman I. F. Dactylologie : un manuel / I. F. Geilman. - Centre de restauration de Leningrad du VOG. - L. : Centre de restauration de Leningrad de la VOG, 1981. - 86 p.
- Geilman I. F. Dictionnaire de la langue des signes : [en 2 volumes] / I. F. Geilman. - 2e éd. révision et supplément. 2004. - 363 p.